# 東京BBS
東京BBS（とうきょうびーびーえす、略称：東B、TBなど）とは、かつて存在したパソコン通信の草の根BBS、及び東京都大田区に所在する企業。正式法人名としては東京ビービーエス株式会社（法人番号：8010801018174）。

## パソコン通信局

### 概要
1987年10月1日、東京都足立区にて開局した草の根BBS局。1997年当時の会員数は4万1000人、電話回線数は110回線に及び、個人運営・地域密着の草の根BBSとして日本最大の規模と称していた。
1990年には有料オプションサービスを開始した。
内容はおよそホビーに特化しており、CG系ボードや同人サークル系の個人ボードが充実していた。そのため、他のパソコン通信局とともに現在へ繋がる同人文化に多大な影響を与えている。
ホストはBIG-MODELを多回線対応へ独自に改良したMEGA-LINKS(後にGIGA-LINKS)を使用し、末期には、申請により東京BBSドメインによるメールアドレスが付与されるなど、インターネット網への接続も試みられていた。
宣伝用のシールが用意されており、イベントなどで配布することを申請するとロゴ入りシールセットが送られてきた。
パソコン通信局としては2001年12月31日をもって閉局した。

### ライブラリ
ライブラリにはさまざまなソフトウェアやデータが転載などで収録され、また一次配布元となることも多かった。
収録されているデータのジャンルや数は膨大であり、商用ネットへの接続手段を持たない者に重宝された。
主に草の根BBSで流通するフリーソフトやCGデータ等では、データにアクセスすることが主宰者の収入に繋がる有料ネットへ転載されることを嫌う風潮があり、Q2回線導入後の東京BBSもこの有料ネットに当たるのだが、転載条件には「有料ネットへの転載は禁止、ただし東京BBSを除く」といった記述もよく見られた。(ただし、東京BBSのみを禁止するような逆の条件も一部にあった。)

### ホスト放火
1999年1月2日未明、ホストのある横の建物で不審火による火災があり、延焼によりホストが全焼した。この頃は全盛期を終えインターネットの普及が始まっていた時期であり、このホストの停止は致命的であった。半年後には復旧したが、利用者は激減。かつては争奪戦まで起きていた回線も縮小し、ついに以前の勢いを取り戻すことは無かった。
出火直後、炎上する建物の画像が他の草の根ネットや、ニフティサーブ(現在の@nifty)などに投稿され、被害の甚大さとパソコン通信時代の終焉を物語るかのような様相を呈した。

## その他の活動・パソコン通信局閉局後
パソコン通信局を運営していた当時からインターネットにも積極的に関わっており、1995年にはホームページ作成請負などの事業を開始、1998年にはメールマガジン「異業者交流会・セミナー情報」を発行開始、1999年にはスピリチュアル・精神世界に関するポータルサイト「テディエンジェルのスピリチュアルリンク」を運営開始するなどしている。
パソコン通信局の閉局後は、インターネットを主とした情報サービスやスピリチュアリティに関する事業を主に展開していた。
2007年10月、「東京ビービーエス株式会社」として法人化された。
また、パソコン通信局運営中に利用されていたtokyobbs.or.jpドメインは、その後、パソコン通信局運営者であった小泉義仁個人の活動に使用されていたが、2022年現在はアクセスできなくなっている。
なお、小泉義仁は法人としての「東京ビービーエス株式会社」の取締役も務めていたが、2008年7月31日付にて辞任。その後、脳梗塞により2016年6月25日に死去したことが公式Twitter及びFacebookにて公表された。